# Gare de Boucoiran
La gare de Boucoiran est une gare ferroviaire française de la ligne de Saint-Germain-des-Fossés à Nîmes-Courbessac (également appelée Ligne des Cévennes), située sur le territoire de la commune de Boucoiran-et-Nozières, dans le département du Gard en région Occitanie.
Elle est mise en service en 1840 par la Compagnie des Mines de la Grand’Combe et des chemins de fer du Gard. 
C'est une halte voyageurs de la Société nationale des chemins de fer français (SNCF), desservie par des trains TER Occitanie.

## Situation ferroviaire
Établie à 82 mètres d'altitude, la gare de Boucoiran est située au point kilométrique (PK) 693,142 de la ligne de Saint-Germain-des-Fossés à Nîmes-Courbessac entre les gares ouvertes d'Alès et de Nozières - Brignon.

## Histoire
La station de Boucoiran est située sur la deuxième section d'Alès à Nîmes, de la ligne d'Alès à Beaucaire, qui est mise en service, par la Compagnie des Mines de la Grand’Combe et des chemins de fer du Gard, le 1er août 1840.
La station de Boucoiran figure dans la nomenclature 1911 des gares, stations et haltes, de la Compagnie des chemins de fer de Paris à Lyon et à la Méditerranée. Elle porte le no 22 de la ligne de Moret-Les-Sablons à Nîmes (9e section). Elle dispose du service complet de la grande vitesse (GV), « à l'exclusion des voitures, chevaux et bestiaux » et n'a pas de service petite vitesse (PV).

## Fréquentation
L'évolution de la fréquentation de la gare est présentée dans le tableau ci-dessous.
| Année           | 2015  | 2016  | 2017  | 2018  | 2019  | 2020  | 2021  | 2022  | 2023  |
| --------------- | ----- | ----- | ----- | ----- | ----- | ----- | ----- | ----- | ----- |
| Voyageurs seuls | 1 106 | 1 396 | 1 224 | 1 768 | 1 745 | 3 772 | 6 038 | 6 650 | 9 776 |

## Service des voyageurs

### Accueil
Halte SNCF, c'est un point d'arrêt non géré (PANG) à entrée libre.

### Desserte
Boucoiran est desservie par des trains TER Occitanie qui effectue des missions entre les gares de Génolhac et de Nîmes.

### Intermodalité
Un parking pour les véhicules est aménagé. Des cars TER Occitanie assurent un service en complément ou renforcement des dessertes ferroviaires.